# Műegyetemi AFC
Műegyetemi Atlétika és Football Club (MAFC) – węgierski wielosekcyjny klub sportowy z siedzibą w Budapeszcie, w XI. dzielnicy – Újbuda. MAFC jest klubem akademickim, działającym przy budapeszteńskiej Politechnice.

## Historia

### Chronologia nazw
- 1897: Műegyetemi Football Csapat
- 1898: Műegyetemi Football Club
- 1902: Műegyetemi Athletikai és Football Club
- 1948: Műegyetemi MEFESz
- 1952: Műegyetemi Haladás SE
- 1957: Műegyetemi Atlétikai és Football Club

### Historia klubu
W 1897 roku na budapeszteńskiej Politechnice zawiązana została męska drużyna piłkarska Műegyetemi Football Csapat. Twórcą zespołu był jeden ze studentów, Alfréd Hajós. Pierwszy oficjalny mecz zespół Műegyetemi FCs rozegrał 30 października 1897 przeciwko rezerwom Budapesti TC. W tym samym roku rozegrany został także pierwszy na Węgrzech mecz pomiędzy studentami dwóch uczelni. Műegyetemi FCs wygrał 5-0 z reprezentacją "studentów uczelni artystycznych".
Rok później klub zmienił nazwę na Műegyetemi Football Club.
W 1900 roku przyjęty został regulamin i statut klubu. Wedle zawartych w nich zapisach, klub został powołany by "upowszechniać i kultywować wśród społeczności akademickiej ćwiczenia w piłce nożnej, gimnastyce, lekkiej atletyce i sportach w ogóle. Każdy rodzaj aktywności przynosi bowiem moralne i materialne wsparcie dla życia studenckiego.".
W 1901 roku Műegyetemi FC wraz z BTC, BSC, Ferencvárosi TC i MÚE przystąpił do debiutanckiego sezonu 1901 Nemzeti Bajnokság I. Klub z powodów organizacyjnych wycofał się po rozegraniu 4 z planowanych 8 spotkań. Dzięki temu, iż nie anulowano wyników rozegranych spotkań, klub nie zajął ostatniego miejsca.
Do pierwszej ligi klub powrócił już jako Műegyetemi Athletikai és Football Club w sezonie 1904, w którym zajął 7. miejsce. W kolejnym roku zespół wygrał tylko jedno spotkanie i zajął 9., ostatnie miejsce w lidze, spadając tym samym do drugiej ligi. Na kolejny powrót piłkarze Műegyetemi AFC czekali do sezonu 1919/1920. Już w trakcie sezonu okazało się, że zespół nie będzie brał udziału w kolejnym sezonie.
Ostatni raz w pierwszej lidze MAFC grał w sezonie 1922/1923. Po zajęciu ostatniego miejsca definitywnie pożegnał się z najwyższym szczeblem rozgrywek piłkarskich na Węgrzech. Powrót do pierwszej ligi po 1926 roku był tym bardziej utrudniony, iż od sezonu 1926/1927 liga stała się zawodowa, zaś MAFC formalnie nigdy nie stał się klubem zawodowym.